# Eupithecia fumosa
Eupithecia fumosa là một loài bướm đêm trong họ Geometridae.